# Medycyna prymitywna
Zależnie od położenia geograficznego różne kultury posiadały nieco inne podejście do medycyny, ale wiele metod leczniczych było podobnych. Niektóre z plemion afrykańskich jeszcze w chwili obecnej podczas leczenia korzystają z usług szamanów, co pozwoliło lepiej zrozumieć medycynę prehistoryczną.

## Medycyna prymitywna

### Choroba
W większości przypadków wyróżniano dwie główne przyczyny chorób. Zwykłe dolegliwości – takie jak złamania czy rany – nie były na ogół postrzegane jako ingerencja "sił wyższych". Jednak pozostałe choroby zdaniem współczesnych były związane z magią i czarami, powodowane przez duchy, uroki lub inne złe moce. Różne społeczeństwa odnosiły się różnie do chorego – od pogardy do pełnej czci. Czasami osoba, która przebyła ciężką chorobę była otaczana szacunkiem. Niektóre społeczeństwa praktykowały zabijanie kalekich i starszych członków plemienia, inne z kolei otaczały takich ludzi opieką (zwłaszcza indiańskie). Ludzie żyli krócej niż obecnie – średnia życia około 30-40 lat – a mężczyźni dłużej od kobiet. Dłuższa średnia życia mężczyzn była związana prawdopodobnie z lepszym odżywianiem oraz porodami u kobiet.

### Leczenie
Do wyleczenia chorób potrzebny był specjalista mający kontakt z zaświatami – mag albo szaman. Często odpowiadał on nie tylko za leczenie chorób, ale także za plemienne rytuały czy np. sprowadzanie deszczu. Leczenie sprowadzało się nie tylko do pieśni, rytualnych tańców, modłów oraz potrząsania amuletami – ale także do bardziej racjonalnych działań – stosowano powszechnie ziołolecznictwo, aczkolwiek asortyment środków leczniczych był często ubogi. Ze względu na umiejętność wytwarzania narzędzi rozwinęła się prymitywna chirurgia – zachowały się czaszki po trepanacji, niektóre nawet ze zrostami co świadczy o przeżyciu operacji. Nie wiadomo jednak, czy były to zabiegi rytualne (mające na celu uwolnienie duchów), czy choć niektóre z nich miały także cele lecznicze.

### Zdrowie publiczne
U ludów prymitywnych chorzy są izolowani od reszty społeczeństwa – co zapobiega łatwemu przenoszeniu infekcji (w przeciwieństwie do warunków występujących w średniowiecznych szpitalach). Niektóre zwyczaje, takie jak palenie odzieży po zmarłym – pomimo ponadnaturalnego uzasadnienia o duchach – przyczyniały się do spadku śmiertelności. Prawie wszystkie działania wyjaśniano przyczynami magicznymi, nawet jeśli pozytywny skutek ma obecnie bardziej racjonalne uzasadnienie.

## Medycyna ludów prekolumbijskich
Medycyna ludów prekolumbijskich w niektórych aspektach dorównywała wiedzy medycznej cywilizacji starożytnych. Za leczenie odpowiadał kapłan-lekarz i była to funkcja często dziedziczona z pokolenia na pokolenie. Czasami (np. u Majów) istniał podział lekarzy ze względu na wykonywane czynności (odbieranie porodów, upuszczanie krwi). Ludy prekolumbijskie znały bogaty arsenał roślin leczniczych (niektóre, jak kurara są stosowane do dzisiaj), ale i tutaj główną rolę podczas procesu leczenia odgrywała magia i elementy ponadnaturalne. O wysokim poziomie wiedzy medycznej może świadczyć fakt, że konkwistadorzy woleli korzystać z ich usług niż z własnych lekarzy. Rozwinięta była chirurgia, wykonywano trepanacje czaszek. Przykładano pewną wagę do higieny – stolica Azteków, Tenochtitlán, posiadała sieć kanalizacyjną oraz publiczne latryny.